# Josef Ludl
Josef Ludl (Dalovice, 3 de juny de 1916 - Praga, 1 d'agost de 1998) fou un futbolista txec les dècades de 1930 i 1940.
Fou 16 cops internacional amb la selecció de Txecoslovàquia, amb la qual participà en el Mundial de 1938. Pel que fa a clubs, defensà els colors del Viktoria Žižkov i Sparta Praga.